# Einfarbiger Marienkäfer
Der Einfarbige Marienkäfer (Rhyzobius litura) ist ein Käfer aus der Familie der Marienkäfer (Coccinellidae). Er wird auch Westlicher Schlankmarienkäfer genannt.

## Merkmale
Die Käfer sind 2,5 bis 3,8 mm lang und haben einen abgerundeten Körper. Der Einfarbige Marienkäfer gehört zu den europäischen Arten, bei denen nur ein geringer Teil (ca. 7 %) über voll funktionstüchtige Flügel verfügt. Die Tiere sind dunkelrot bis braun gefärbt. Am Rande der Deckflügel befindet sich ein schwarzer Bogen, oberhalb verläuft dieser Bogen rund, unten in einem Zickzackkurs. Sie haben drei undeutliche Punkte auf jedem Deckflügel, die aufgrund ihrer Behaarung matt sind. Die Fühler der Käfer sind im Verhältnis zur Körperlänge lang.

### Westlicher und Östlicher Schlankmarienkäfer
Die Färbung und die bogenförmige Zeichnung von Rhyzobius litura, auch Westlicher Schlankmarienkäfer genannt, ist sehr variabel. Sie kann nicht zur sicheren Unterscheidung vom nahe verwandten Länglichovalen Marienkäfer (Rhyzobius chrysomeloides, auch Östlicher Schlankmarienkäfer genannt) herangezogen werden. Neben dessen weniger konvexen, länglicheren Körperform ist das Pronotum bei Rhyzobius chrysomeloides runder und an der Basis zugespitzt. Die Kiele des Prosternums sind zwischen den Coxen der Vorderbeine parallel. Eine sichere Artbestimmung ist in vielen Fällen nur durch die mikroskopische Untersuchung des Genitalapparats möglich.

## Vorkommen und Lebensraum
Der Einfarbige Marienkäfer wird auch Westlicher Schlankmarienkäfer genannt, weil er hauptsächlich in Westeuropa, vor allem in Großbritannien beheimatet ist. In Großbritannien ist er die häufigste Marienkäferart. Er ist sogar auf den Azoren zu finden. Er lebt in milderen Gebieten Deutschlands, wie Baden-Württemberg. Im Südosten reicht das Verbreitungsgebiet bis nach  Bulgarien und Griechenland. Es überschneidet sich vielfach mit dem der verwandten Art Rhyzobius chrysomeloides, der auch als Östlicher Schlankmarienkäfer bekannt ist.
Die Art lebt in Wäldern auf Bäumen und verschiedenen krautigen Pflanzen an Stellen, wo sie vor Wind und Wetter geschützt ist.

## Lebensweise
Die Tiere lassen sich wegen ihrer schlechten Flugfähigkeit bei Gefahr zu Boden fallen. Sie ernähren sich wie viele ihrer Verwandten vorwiegend von Blattläusen. Die Paarung erfolgt im Sommer bis Spätsommer, dann legt das Weibchen 6 oder 8 Eier ab. Die Eier überwintern, die Larven schlüpfen im Frühjahr.